# Microliza epicis
Microliza epicis är en insektsart som beskrevs av Medler 1991. Microliza epicis ingår i släktet Microliza och familjen Flatidae. Inga underarter finns listade i Catalogue of Life.